# Архангельська область
Арха́нгельська о́бласть — область на півночі Росії. До її складу входить Ненецький автономний округ.
Утворена 23 вересня 1937 при розділі Північної області РРФСР. Входить до складу Північно-Західного федерального округу. Адміністративний центр  — м. Архангельськ

## Географічне положення й клімат
Область розташована на півночі Східно-Європейської рівнини. Обмивається Білим, Баренцевим, Печорським і Карським морями. Через близьку відстань до арктичних морів і через малий вплив теплої течії Гольфстрим, клімат тут помірно континентальний, на північному сході — субарктичний, тобто прохолодне літо й тривала холодна зима. Характерна часта зміна повітряних мас, що надходять із Арктики й середніх широт.
На території Архангельської області розташовані мис Флігелі (крайня північна точка Росії, Європи і Євразії) і мис Фліссингський (крайня східна точка Європи).

## Тваринний і рослинний світ
Архангельська область здебільшого входить у зону тайги й тундри, виняток становлять архіпелаги Нова Земля й Земля Франца-Йосипа, острів Вікторія — вони відносяться до арктичних пустель. Найпоширеніша порода лісів — ялинник, на другому місці — соснові ліси. Ялиця й модрина зустрічаються тільки на сході області.
Із птахів в Архангельській області водяться: тетерев, глухар, орябок, дятел, синиця, снігур, підкоришник, а також занесені в Червону Книгу орлан-білохвост, скопи, беркут, бородата неясить, сірий журавель.
З арктичних ссавців звичайні ведмідь білий, морж, нерпа кільчаста, тюлень лисун гренландський, лахтак («морський заєць»).
Зі звірів тайги характерні лось, олень благородний, ведмідь бурий, рись, росомаха, вовк, лисиця, вивірка лісова, куниця лісова, норка європейська, бобер європейський, ондатра, бурундук, заєць білий.

## Історія
Архангельська область утворена 23 вересня 1937 року. До Жовтневої революції більша частина території нинішньої області входила до складу Архангельської губернії. Остання була ліквідована 14 січня 1929 — Архангельська, Вологодська й Північно-Двінська губернії утворювали Північний край. 15 липня 1929 у Північному краї було утворено Ненецький національний округ (зараз Ненецький автономний округ). Північний край після виділення Комі АРСР (5 грудня 1936) було перетворено на Північну область, 23 вересня 1937) розділену на Архангельську й Вологодську області. До складу Архангельської області, крім території колишньої Архангельської губернії, увійшли також два колишні повіти (Вельський і Каргопольський) Вологодської губернії й 9 районів колишньої Північно-Двінської губернії. У 1940 році (за іншими відомостями, у березні 1941) з Архангельської області до складу Кіровської області було передано 3 райони: Опаринський, Лальський (пізніше Лузький) і Подосиновський. Наприкінці 1959 року з Ненецького національного округу до складу Комі АРСР відійшла невелика територія з робочим селищем Хальмер-Ю.

## Населення й національний склад
За даними переписи населення 2002 року населення Архангельської області склало 1 294 993 осіб, з них:
- Росіяни — 1 232 996 (95,21 %)
- Українці — 26 529 (2,05 %)
- Білоруси — 9 986 (0,77 %)
- Татари — 3 072 (0,24 %)
- Азербайджанці — 2 965 (0,23 %)
- Чуваші — 1 786 (0,14 %)
- Особи, що не вказали національність — 1 554 (0,12 %)
- Німці — 1 546 (0,12 %)
- Молдовани — 1 280 (0,1 %)
- Комі — 1 235 (0,1 %)
- Вірмени — 1 133 (0,09 %)

## Адміністративній поділ

### Міські округи
| Міський округ | Населення (2006) |
| Архангельськ  | 355 813          |
| Коряжма       | 42 831           |
| Котлас        | 72 694           |
| Мирний        | 28 935           |
| Новодвінськ   | 42 537           |
| Сєверодвінськ | 197 135          |

### Муніципальні райони
| Муніципальне утворення              | Населення (2006) | Адміністративний центр   | Населення райцентру (2002) |
| Вельський муніципальний район       | 59,8 тис. (2007) | м. Вельськ               | 26 210 (2006)              |
| Верхнетоємський муніципальний район | 20,7 тис. (2007) | село Верхня Тойма        | 3 940                      |
| Вілегодський муніципальний район    | 12 137           | село Ільїнсько-Подомське | 2 973                      |
| Виноградовський муніципальний район | 20 153           | смт Березнік             | 6 450 (2006)               |
| Каргопольський муніципальний район  | 20 864           | м. Каргополь             | 11 007 (2006)              |
| Коноський муніципальний район       | 29 233           | смт Коноша               | 12 306 (2006)              |
| Котласький муніципальний район      | 22 835           | в місті Котлас           |                            |
| Красноборський муніципальний район  | 16 236           | село Красноборськ        | 5 030                      |
| Ленський муніципальний район        | 15 077           | село Яренськ             | 4 085                      |
| Лешуконський муніципальний район    | 9 620            | село Лешуконське         | 5 003                      |
| Мезенський муніципальний район      | 12 760           | м. Мезень                | 3 813 (2006)               |
| МУ Нова Земля                       | 2 724            | смт Бєлуш'я Губа         | 2 630 (2006)               |
| Няндомський муніципальний район     | 32 449           | м. Няндома               | 22 136 (2006)              |
| Онезький муніципальний район        | 15 870           | м. Онега                 | 22 797                     |
| Пінезький муніципальний район       | 32 198           | село Карпогори           | 4 617                      |
| Плєсецький муніципальний район      | 54 196           | смт Плєсецк              | 10 460 (2006)              |
| Приморський муніципальний район     | 26 831           | м. Архангельськ          |                            |
| Соловецький муніципальний район     | 873              | селище Соловецький       | 955                        |
| Уст'янський муніципальний район     | 34 853           | смт Октябрський          | 9 758 (2006)               |
| Холмогорський муніципальний район   | 28 800           | село Холмогори           | 4 592                      |
| Шенкурський муніципальний район     | 17 764           | м. Шенкурськ             | 5 922 (2006)               |

### Острови
- Земля Франца-Йосипа
- Нова Земля
- Колгуєв
- Соловецькі острови
- Вікторія

## Економіка

### Промисловість
Архангельська область має розвинену рибну, лісову, деревообробну й целюлозно-паперову промисловість, є машинобудування, головним чином обслуговуючи ту ж рибну й деревообробну промисловості, а також виконуючи оборонні замовлення. Основні промислові центри: Архангельськ, Котлас, Сєверодвінськ, Новодвінськ, Коряжма, Вельськ.

### Космодром
На території області, біля міста Мирний розташовано космодром «Плесецьк».

### Корисні копалини
В області є родовища нафти, газу, алмазів, торфу. Найзначніші родовища гіпсів в Росії — Звозьке родовище, вапняків і ангідридів. На півдні області (Сольвичегодськ, Коряжма) залягають потужні шари кам'яної солі.